# Gerard Smith
Gerard Smith (1974 - 20 de abril de 2011) foi um artista plástico e músico norte-americano que foi membro da célebre banda originada no Brooklyn TV on the Radio, onde era baixista. Ele gravou um álbum de músicas originais como A Rose Parade com Shannon Funchess do Light Asylum e também produziu canções com Midnight Masses. Smith faleceu aos 36 anos de idade devido a complicações de um câncer de pulmão.